# Svartsjölandet
Svartsjölandet o Färingsö es una isla del lago Mälaren en Suecia. Abarca una superficie de 79 km². La isla es una parte del municipio de Ekerö. La localidad más grande de la isla es Stenhamra. La isla también se llama por la villa de Svartsjö.